# 施泰克納德爾峰
46°06′41.5″N 7°51′34.8″E / 46.111528°N 7.859667°E

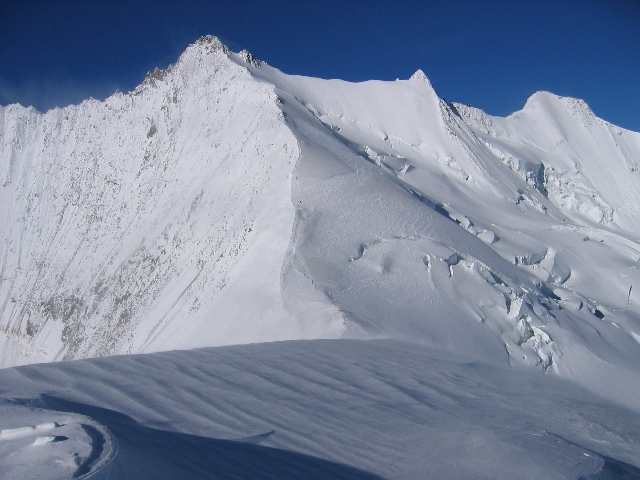

施泰克納德爾峰（Stecknadelhorn），是瑞士的山峰，位於該國南部，由瓦萊州負責管轄，屬於本寧阿爾卑斯山脈的一部分，海拔高度4,241米，人類在1887年8月8日首次登上該山峰。